# Liste der Monuments historiques in Mareuil-sur-Arnon
Die Liste der Monuments historiques in Mareuil-sur-Arnon führt die Monuments historiques in der französischen Gemeinde Mareuil-sur-Arnon auf.

## Liste der Objekte
| Bezeichnung                 | Beschreibung                                                        | Standort                                        | Kennzeichnung | Schutzstatus | Datum | Bild |
| --------------------------- | ------------------------------------------------------------------- | ----------------------------------------------- | ------------- | ------------ | ----- | ---- |
| Skulpturengruppe Pietà      | Stein, polychrom gefasst, Anfang des 16. Jahrhunderts; verschwunden | in der Kirche Notre-Dame-de-l’Assomption (Lage) | PM18000248    | Classé       | 1934  |      |
| Skulptur Grablegung Christi | Stein, polychrom gefasst, 16. Jahrhundert                           | in der Kirche Notre-Dame-de-l’Assomption (Lage) | PM18000247    | Classé       | 1892  |      |